# 本·特雷弗斯
本·特雷弗斯（英語：Ben Treffers；1991年8月15日—）是一位澳大利亞男子游泳運動員，主攻仰泳。他曾代表澳大利亞參加了世界游泳錦標賽和英聯邦運動會的賽事。